# Kraftwerk Irsching
Das Kraftwerk Irsching liegt nahe der Stadt Vohburg an der Donau im Ortsteil Irsching. Die erdgasbefeuerte Anlage besteht aus insgesamt sechs voneinander unabhängigen Blöcken, von denen die drei ältesten stillgelegt sind.
Während die ersten drei Blöcke für den Erdgas- und Heizöleinsatz ausgelegt waren, nutzen die Blöcke 4 bis 6 ausschließlich Erdgas als Brennstoff. Die Blöcke 4 und 5 sind GuD-Anlagen und werden im kommerziellen Betrieb eingesetzt. Der Block 6 hingegen besteht aus einer Solo-Gasturbine, die ausschließlich von den Übertragungsnetzbetreibern bei drohenden Netzengpässen eingesetzt wird.

## Geschichte

### Ausgangslage
Um das Jahr 1955 kündigte sich auf dem internationalen Mineralölmarkt ein Preisfall an, der dazu führte, dass Energieversorger in Europa vermehrt auf ölbefeuerte Kraftwerke setzten. Für den Gebrauch im Grundlastbereich schienen diese sich durchzusetzen. Nach dem Bau des Steinkohle verfeuernden Kraftwerk Aschaffenburg verstärkte sich diese Entwicklung innerhalb des Freistaats Bayern, da sich der Import von Kohle aus fernen Revieren als zu kostenintensiv herausstellte. Parallel zu Mineralölen begann sich zudem die Kernenergie zu etablieren, die zu diesem Zeitpunkt als Grundlastträger noch zu teuer war.
Die bayerischen Energieversorger einigten sich daher darauf, bis zur Verfügbarkeit kommerzieller Kernenergie den Bau von Ölkraftwerken zu fördern. Eine wichtige Entwicklung in der Kraftwerkspositionierung war die Entstehung einer weiteren Mineralölraffinerie in Bayern durch den Konzern British Petroleum, der hierfür ein Grundstück nahe Ingolstadt, zwischen den Gemeinden Vohburg und Irsching, erwarb und 1965 mit den Erdarbeiten begann. Daher errichteten die Isar-Amperwerke ein Kraftwerk nahe der Raffinerie in Irsching.

### Bau und erste Modernisierung
Im Jahr 1966 wurde der Bau eines Ölkraftwerks mit einer Leistung von 150 MW genehmigt. Dieses sollte 70 Millionen DM kosten und im Herbst 1968 in Betrieb gehen. Am Standort waren insgesamt vier bis fünf Blöcke dieses Typs angedacht.
Der spätere Block 1 wurde bei Siemens-Schuckertwerken bestellt, welche 1967 mit den Bauarbeiten begannen. Mangels Bahnanschluss konnten große Komponenten nicht direkt an die Baustelle geliefert werden, weshalb diese ab dem Bahnhof in Ernsgaden auf Tiefladern transportiert werden mussten. Um das Kühlwasser aus der Donau zum Kraftwerk und wieder zurückzuführen, musste außerdem der dazwischenliegende Fluss Paar umgangen werden. Da eine Umleitung des Flusses (zum Beispiel durch unterirdische Röhren) zu kostspielig gewesen wäre, entschied man sich für eine Umgehung mittels Rohrleitungen. Aufgrund dieser Herausforderungen verzögerte sich die Inbetriebnahme bis März 1969.
Block 2 mit 312 MW Leistung wurde 1972 fertiggestellt.
Aufgrund von Verzögerungen beim Bau des Kernkraftwerk Isar, sollte in Irsching für 140 Millionen DM ein dritter Block mit 440 MW Leistung errichtet werden. Anders als Block 1 und 2, wurde dieser mit Kombibrennern geplant, die sowohl Öl, als auch Gas verfeuern können. So sollte ein großer Teil der Energieerzeugung mit Erdgas aus der Sowjetunion erfolgen. 1971 bestellten die Isar-Amperwerke den neuen Block bei der Kraftwerk Union, mit der geplanten Inbetriebnahme im Oktober 1974. Nach Fertigstellung des dritten Blocks 1974, wurden auch die anderen beiden Blöcke im Laufe der 1970er-Jahre auf leichtes Heizöl und Erdgas umgerüstet.

### Erweiterung und zweite Modernisierung
Nachdem die Isar-Amperwerke die Strombeschaffung optimiert hatten und enger mit dem Bayernwerk kooperierten, wurden die Blöcke 1 und 2 konserviert, ihre Schornsteine versiegelt und ab 1995 in Kaltreserve gehalten.

2005 erklärte E.ON in Irsching ein Gas-und-Dampf-Kombikraftwerk mit zwei neuen Blöcken zu planen. Dafür sollten Turbinen vom Typ SGT5-8000H zum Einsatz kommen, die damals leistungsstärkste Gasturbine der Welt, mit einem Wirkungsgrad von bis zu 60 %.

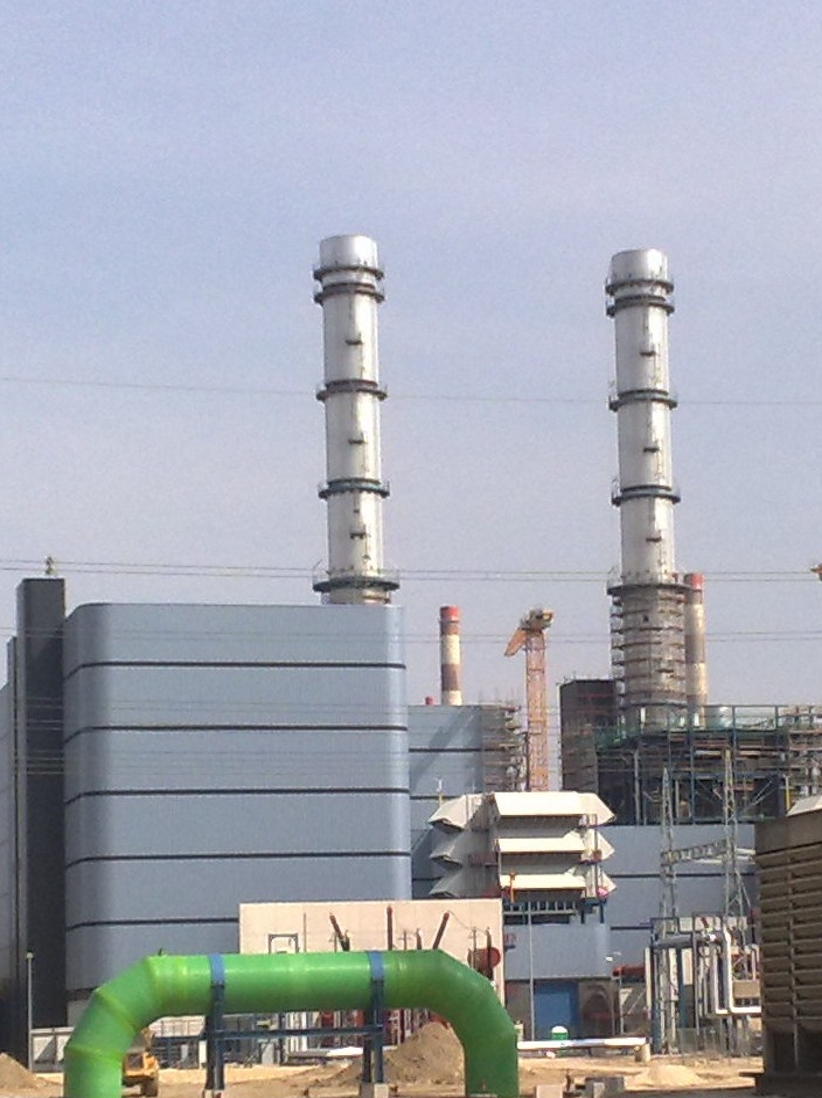
Block 5 im Bau

Im April 2006 wurde eine Betreibergesellschaft für Block 5 gegründet, an der sich neben E.ON (50,2 %) auch N-ERGIE (25,2 %), Mainova (15,6 %) und später Entega (9 %) beteiligten. Das wasserrechtliche Genehmigungsverfahren wurde im Mai 2006 eingeleitet. Die Gasturbinenanlage sollte bis Dezember 2007 fertiggestellt werden, um sie in einem Versuchsbetrieb durch Siemens zu erproben. Parallel dazu sollte der Bau der Dampfanlage fortgesetzt werden und ab Februar 2011 zum Kombikraftwerk gekoppelt werden. Der Baubeginn erfolgte 2006.
Zum Jahresende 2006 wurde Block 1 stillgelegt, da er nicht mehr den aktuellen Anforderungen der Energieerzeugung entsprach.
Die Gasturbine für Block 4 wurde im April 2007 fertiggestellt und per Schiff zunächst über die Havel, den Elbe-Havel-Kanal, den Mittellandkanal, den Main, den Main-Donau-Kanal und die Donau bis nach Kelheim transportiert. Dort wurde die Turbine auf einen Tieflader umgeladen und die verbleibenden 37 Kilometer über die Straße transportiert. Insgesamt dauerte der Transport vier Wochen. Bis August 2009 wurde die Turbine ausgiebig getestet und anschließend demontiert, um sie auf Verschleiß und etwaige Schäden zu prüfen. Der Bau des Blocks wurde im Dezember 2010 abgeschlossen.
Block 5 ging am 17. Mai 2010 in Betrieb. Block 4 wurde nach dem langjährigen Vorstandsvorsitzenden von E.ON „Ulrich Hartmann“ benannt und nahm 2012 den Betrieb auf.

### Netzreserve
Block 2 wurde 2012 stillgelegt. Auch Block 3 sollte 2012 stillgelegt werden, wurde aber vom Netzbetreiber Tennet bis März 2016 als Netzreserve zurückgehalten. Außerdem wurde die Einstufung als systemrelevant vorbehalten, wodurch der Block auch nach 2016 nicht stillgelegt werden dürfe.
Anfang 2012 kam es aufgrund des russisch-ukrainischen Gasstreits zu einer Drosselung der Gaslieferungen nach Deutschland, weshalb Block 4 seine Leistung, trotz angespannter Lage im Stromnetz, um ein Drittel reduzieren musste. Im Jahr 2012 war das auf 4500 Betriebsstunden pro Jahr ausgelegte Kraftwerk nur 2000 Stunden am Netz. Der Betrieb galt angesichts niedriger Börsen-Strompreise als nicht kostendeckend, insbesondere da, anders als bei den meisten vergleichbaren Anlagen, keine Kraft-Wärme-Kopplung realisiert worden war. E.ON wollte Block 4 daher ab 2013 vorübergehend stilllegen. Man einigte sich mit Tennet jedoch darauf, ihn gegen finanzielle Unterstützung als Netzreserve vorzuhalten.
Im März 2015 äußerte E.ON erneut, Block 4 stilllegen zu wollen. Am 26. Februar 2016 reichte der E.ON-Tochterkonzern Uniper, der das konventionelle Kraftwerksgeschäft übernommen hatte, Klage gegen Tennet ein, um die Stilllegung von Irsching 4 und 5 durchzusetzen. Gleichzeitig reichte Uniper eine Sammelklage gegen Tennet ein, da die Vergütung der letzten Jahre für die Reservehaltung der Blöcke zu gering gewesen sei. Im Mai 2016 war Block 3 aufgrund der Stilllegung des Kernkraftwerks Grafenrheinfeld weiterhin als systemrelevant eingestuft, allerdings auch zur endgültigen Stilllegung angemeldet. Ende März 2017 zeigten die Betreiber erneut die Stilllegung aufgrund der unrentablen Marktlage an.

### Erneuter Regel- und Stabilisierungsbetrieb
Im Juni 2018 schrieben die Netzbetreiber Tennet, Amprion und TransnetBW den Bau von vier als „besondere netztechnische Betriebsmittel“ bezeichneten Kraftwerksanlagen mit jeweils 300 MW Leistung im süddeutschen Raum aus. Diese sollten für Redispatchmaßnahmen (Netzreserve) bereitgehalten werden und ihre Kosten bis 2030 durch eine Umlage auf das Netzentgelt gesichert werden. Mit Fertigstellung der Hochspannungs-Gleichstromtrassen 2030 würde die Anlage in den regulären netzstützenden Betrieb übergehen. Uniper bewarb sich mit dem Standort Irsching und erhielt den Zuschlag für den Bau einer solchen Anlage.
Uniper kündigte 2020 die Stilllegung von Block 3 zum 31. Dezember 2023 an. Im Zuge der weltweiten Energiekrise, in Folge des russischen Überfalls auf die Ukraine, wurde der Block jedoch am 1. Februar 2023 wieder in die aktive Betriebsbereitschaft überführt, da er mit Öl befeuert werden kann. Am 23. August 2023 gab die Bundesnetzagentur einem Antrag des Netzbetreibers Tennet statt, wodurch die Einstufung von Block 3 als systemrelevant bis 31. März 2024 verlängert wurde. Die Stilllegung erfolgte schließlich doch vorzeitig im Dezember 2023.
Im August 2023 ging Block 6 schließlich ans Netz.

## Zwischenfälle

### Unfall 1987
Am 31. Dezember 1987 kam es zu einem schweren Zwischenfall in Block 2, als die Turbine nach zehntägigem Stillstand kalt gestartet werden sollte. Sie hatte bereits 58.000 Betriebsstunden hinter sich und war 838 Starts unterzogen worden, davon 110 Kaltstarts. Während des Anfahrens zerbarst eins der Niederdruckteile in weniger als einer hundertstel Sekunde und schleuderte Trümmerteile bis in eine Entfernung von 1,3 Kilometern um das Kraftwerk.
Bei der Untersuchung der Unfallursache wurde festgestellt, dass die Welle der Turbine auf Grund eines Fertigungsfehlers, der beim Einbau nicht erkannt worden war, gerissen war. Es handelte sich mit 7,5 Meter Länge und 1,76 Meter Durchmesser um die damals weltweit größte Welle für eine Dampfturbine. Bereits bei der Ultraschallprüfung im Kraftwerk-Union-Werk in Mülheim an der Ruhr war festgestellt worden, dass sich vier Risse in der Welle befanden, deren größter sich 130 Millimeter axial und 60 Millimeter radial entlang der Welle erstreckte. Allerdings war die Messtechnik noch nicht genau genug, um die Risse als Fehler zu erkennen, weshalb der unklare Befund nicht berücksichtigt wurde.
Das Maschinenhaus des Blocks wurde teilweise zerstört, das Dach des Turbinenhauses auf einer Fläche von 15 × 30 Metern zerrissen. Der Sachschaden am Block belief sich auf etwa 25 Millionen Mark. Die Welle gehört zu den weltweit größten technischen metallischen Brüchen und wird seit 2011 im Laborgebäude der Gesellschaft für Werkstoffprüfung in Zorneding öffentlich ausgestellt.
Ursache für den Riss war die zu geringe Bruchzähigkeit der eingesetzten Legierung (28NiMoCr V 8 5), welche nach dem Zwischenfall nicht mehr in Turbinen verbaut wurde. Außerdem etablierte der Fachverband der Strom- und Wärmeerzeuger (VGB) auf Basis dieser Erkenntnisse Tests für die Fertigungsverfahren dieser Turbinen.

### Unfall 1992
Am 15. Februar 1992 sollte Block 3 nach sechswöchigem Stillstand kalt gestartet werden. Die Anlage war bis dahin bereits 141-mal kalt gestartet worden. Der Anfahrvorgang mit Erdgas wurde um 5:00 Uhr langsam begonnen und von 20 Brennern zunächst zwei zugeschaltet. Die anderen sollten nacheinander folgen. Um 5:05 Uhr gab einer der Flammenwächter beim zweiten Zündversuch Meldung, dass einer der bereits gezündeten Brenner ausgegangen sei. Das Betriebspersonal versuchte deshalb, den Brenner um 5:06 Uhr manuell zu starten, woraufhin eine Verpuffung zur Explosion des Kessels führte.
Der Unfallhergang war zunächst schwer nachzuvollziehen. Während die Isar-Amperwerke von einem Defekt ausging, vermutete der TÜV Bayern/Sachsen, aufgrund des ansonsten problemlosen Betriebsablaufs, eine andere Ursache. Das vom TÜV beauftragte Institut für Energieanlagentechnik der Universität Bochum stellte nach mehr als einem Jahr die Unfallursache fest, die auf einen Konstruktionsfehler des Kessels zurückzuführen war: Aufgrund von zu wenig Luftzufuhr, bei zu schneller Strömung im Kessel und Wasser, entzündete die Gasflamme sich nicht korrekt. So sammelte sich Gas im Kessel, welches bei der Nachzündung detonierte. Der Gesamtschaden belief sich auf 56 Millionen Mark. Der Block ging erst Mitte 1994 wieder in Betrieb.
Der TÜV zog aus dem Zwischenfall entsprechende Lehren und unterwarf die Genehmigung vergleichbarer Betriebszustände, welche der Reduzierung von NOx-Werten dienten, strikteren Regeln.

## Bedeutung

### Wirtschaft
Das Kraftwerk und die damit verbundenen Betriebe wirkten sich merklich auf das Einkommensniveau der Region aus: 1961 bis 1966 lag das Durchschnittseinkommen im Landkreis Pfaffenhofen an der Ilm 12 % unter dem Bundesdurchschnitt. Nach Inbetriebnahme des Kraftwerks und der Raffinerie reduzierte sich die Differenz bis 1970 auf 4,9 %, bis 1975 sank sie weiter auf 3,3 %. Im Vergleich zum restlichen ländlichen Bayern war die Wirtschaftsleistung durch die Ansiedlung dieser industriellen Großbetriebe außergewöhnlich hoch. Der wirtschaftliche Nutzen der Betriebe selbst beschränkte sich auf den Raum Vohburg, während die Produkte der Raffinerie, des Kraftwerks und der später errichteten petrochemischen Anlage in Münchsmünster eine Industrialisierung des Landkreises initiierten.

### Innovation
Block 1 war das weltweit erste Kraftwerk, dessen Prozessablauf vollständig automatisiert war. Die gleiche Steuertechnik wurde im Kraftwerk Pleinting verbaut. Während die Zustandsabfragen weitgehend problemlos funktionierten, verursachte die Programmierung einzelner Abläufe im Betrieb und bei Störungen immer wieder Probleme. Während der ersten 11.000 Betriebsstunden kam es zu 11 Ausfällen aufgrund des Automatisierungssystems. Insgesamt wurde das System jedoch als Erfolg betrachtet und in weiteren Kraftwerken verbaut.
Während der Inbetriebnahme von Block 1 sowie bei geringer Teillast wurde der Dampfüberhitzer an der Turbine trocken gefahren, sodass der Wasserstand konstant gehalten werden konnte. Um den Wärmeverlust niedrig zu halten, wurde in diesem Leistungsbereich zusätzlich ein Wärmetauscher zugeschaltet, der nach dem Durchlaufen der Turbine die Restenergie aufnahm. Das Wasser wurde anschließend zurück in den Speisewasserbehälter geleitet, indem es 20 °C unterhalb der Speisewassertemperatur am Kesseleintritt gehalten wurde. Der Einsatz eines solchen Wärmetauschers stellte eine Neuerung dar.
Bei einem Rekordversuch am 11. Mai 2011 erreichte Block 4 einen Wirkungsgrad von 60,75 %, was einen neuen Weltrekord darstellte. Dieser wurde erst 2016 übertroffen, als das Kraftwerk Lausward bei Düsseldorf einen Wirkungsgrad von 61,5 % mit einer verbesserten Variante der gleichen Gasturbine erreichte.

## Anlagen

### Kraftwerksblöcke
Das Kraftwerk Irsching besteht aus sechs Blöcken, von denen Block 1 bis 3 stillgelegt sind. Block 3 wurde aufgrund des ungenügend ausgebauten süddeutschen Netzes von 2012 bis 2023 als Netzreserve vorgehalten. Die Blöcke 4 und 5 befinden sich nach zwischenzeitlicher Verwendung als Netzreserve seit Oktober 2020 wieder im kommerziellen Leistungsbetrieb. Block 6 wurde im August 2023 in Betrieb genommen.
| Block                        | Brennstoff              | Elektrische Leistung | Elektrische Leistung | Nettowirkungsgrad | Baubeginn | Inbetriebnahme | Status           |
| Block                        | Brennstoff              | Netto                | Brutto               | Nettowirkungsgrad | Baubeginn | Inbetriebnahme | Status           |
| ---------------------------- | ----------------------- | -------------------- | -------------------- | ----------------- | --------- | -------------- | ---------------- |
| Irsching 1                   | Erdgas, Schweröl        | 142 MW               | 150 MW               |                   | 1967      | 1969           | 2006 stillgelegt |
| Irsching 2                   | Erdgas, leichtes Heizöl | 312 MW               | 330 MW               | 38 %              | 1970      | 1972           | 2012 stillgelegt |
| Irsching 3                   | Erdgas, leichtes Heizöl | 415 MW               | 440 MW               | 39 %              | 1972      | 1974           | 2023 stillgelegt |
| Irsching 4 „Ulrich Hartmann“ | Erdgas                  | 561 MW               | 569 MW               | 60,4 %            | 2006      | 2011           | In Betrieb       |
| Irsching 5                   | Erdgas                  | 847 MW               | 860 MW               | 59,7 %            | 2008      | 2010           | In Betrieb       |
| Irsching 6                   | Erdgas                  | (300 MW)             | (300 MW)             |                   | 2020      | 2023           | In Betrieb       |

Datenquellen:
Übersicht der Stromproduktion der Kraftwerksblöcke Irsching 3, 4 und 5 in TWh:
| Block \ Jahr | 2015  | 2016  | 2017  | 2018  | 2019  | 2020  | 2021  | 2022  | 2023  |
| ------------ | ----- | ----- | ----- | ----- | ----- | ----- | ----- | ----- | ----- |
| Irsching 3   | 0,024 | 0,011 | 0,004 | 0,004 | 0,005 | 0,004 | 0,004 | -     | 0,015 |
| Irsching 4   | 0,059 | 0,080 | 0,017 | 0,006 | 0,004 | 0,652 | 1,709 | 0,771 | 1,352 |
| Irsching 5   | 0,455 | 0,105 | 0,107 | 0,013 | 0,027 | 0,999 | 2,300 | 1,624 | 1,373 |

Die Produktion von 0,01 TWh Strom entspricht einer Volllastnutzung von 12 (Block 5, 847 MW netto) bis 24 Stunden (Block 3, 415 MW netto). Folglich wurden die drei Kraftwerksblöcke in den 2010er-Jahren nicht signifikant zur Stromproduktion genutzt.

#### Block 1
Der gasdicht geschweißte Bensonkessel arbeitete mit einem Zwangsumlauf des Speisewassers, das einmal durch den Kessel und anschließend zur Dampfturbine geleitet wurde. Pro Stunde erzeugte der Kessel 475 Tonnen Dampf bei einer Temperatur von 535 °C und 187 Bar Druck. Dieser wurde anschließend zur Turbine des Blocks geleitet, die aus einem Hochdruckteil und drei Niederdruckteilen bestand. Der Generator des Blocks war wasserstoffgekühlt und erreichte eine Scheinleistung von 187,5 MVA. Die dort erzeugte Energie konnte durch Transformation direkt in das 110-kV-Netz eingespeist werden, während für spätere Blöcke angedacht war, die Freiluftschaltanlage um einen Einspeiseknoten für das 220-kV-Netz zu erweitern.
Die Brennstoffeingabe erfolgte durch 16 Brenner, die das Schweröl in gesprühter Form verbrannten. Je acht Brenner waren auf einer Seite angebracht und arbeiteten unabhängig voneinander. Insgesamt erreichten die Brenner eine Wärmerate von 2050 kcal/kWh. Der Brennstoffbedarf des Blocks lag im später eingebauten Erdgasbetrieb bei 43.200 Nm3/h und im Heizölbetrieb bei 37 Tonnen pro Stunde. Über den Kondensator wurden unter Volllast bei einer Kühlwassertemperatur zwischen 10 und 20 °C etwa 210 MW Wärmeenergie abgegeben.

#### Block 2
Anders als Block 1 ist Block 2 mit einem Sulzerkessel ausgestattet. Dieser erzeugte pro Stunde 950 Tonnen Dampf bei einer Temperatur von 535 °C und einem Druck von 181 Bar. Der Brennstoffbedarf des Blocks lag im Erdgasbetrieb bei 82.080 Nm3/h und im Heizölbetrieb bei 68 Tonnen pro Stunde. Über den Kondensator wurden unter Volllast 385 MWth bei einer Kühlwassertemperatur zwischen 10 und 20 °C abgegeben. Der Netto-Wirkungsgrad des Blocks lag bei 38 %.

#### Block 3
Wie Block 1 war auch Block 3 mit einem Bensonkessel ausgestattet. Der Dampfkessel erzeugte 1275 Tonnen Dampf pro Stunde bei einem Frischdampfdruck von 212 Bar und einer Temperatur von 535 °C. Der Brennstoffbedarf des Blocks lag im Erdgasbetrieb bei 103.000 Nm3/h und im Heizölbetrieb bei 87 Tonnen pro Stunde. Über den Kondensator wurden unter Volllast 525 MW Wärmeenergie bei einer Kühlwassertemperatur zwischen 10 und 20 °C abgegeben.

#### Block 4
Bei diesem Block handelt es sich um einen Prototyp, an dem Siemens die kommerzielle Marktreife dieses Kraftwerkstyps erprobte. Im simplen Kreis ohne Dampfsystem erreicht der spätere Serienblock eine Leistung von 340 MW, im Kombibetrieb mit Dampfkreis bis zu 530 MW. Im Gegensatz zum Serienprodukt hat die Gasturbine SGT5-8000H rund 3000 zusätzliche Messstellen, die Siemens zur Erprobung dieses Prototyps dienten. Die Turbine selbst ist für 200 Startvorgänge mit rund 4500 Betriebsstunden pro Jahr entworfen, mit Fokus auf die Deckung der Mittel- und Spitzenlast. Der Block kann pro Minute eine Rampe von bis zu 35 MW fahren. Pro kWh Strom werden 330 g CO2 emittiert.

#### Block 5
Dieser Block besteht aus zwei Siemens SGT5-4000F Gas-Turbinen und einer Dampf-Turbine. Nach Angabe von Siemens liegt der Wirkungsgrad des 847 MW starken Blocks bei 59,5 %. Die Anlage ist für 250 Startvorgänge im Jahr vorgesehen und kann binnen 40 Minuten aus dem Kaltstart Volllast erreichen, was Siemens insbesondere als Regellast für den Ausgleich schwankender Einspeisung erneuerbarer Energien hervorhebt.

#### Block 6
Block 6 ist darauf ausgelegt schneller zu Starten als die Blöcke 4 und 5. So soll er binnen 8 Minuten Leistung ins Netz speisen und in weniger als 30 Minuten Volllast erreichen. Block 6 fungiert im Zuge von Engpässen als sogenanntes „besonderes netztechnisches Betriebsmittel“, um die Versorgungssicherheit zu gewährleisten.

### Netzanschluss
Um die Energie aus den ab 2006 gebauten Blöcken abzuführen, wurde die Hochspannungsleitung von Irsching nach Raitersaich von 220 kV auf 380 kV aufgerüstet. Aufgrund der höheren Leistung der neuen Blöcke sowie des steigenden Energiebedarfs der Industrieregion Ingolstadt, wurde außerdem die 110-kV-Leitung zwischen Ingolstadt und Etting erweitert, da beim Ausfall einer Leitung die verbleibende Kapazität nicht ausreichen würden. Um eine Überlastung der 220-kV-Leitung von Irsching nach Neufinsing bei Ausfall zu verhindern, wurde diese ebenfalls auf 380 kV umgestellt.

### Kühlung
Die Kühlung aller Blöcke erfolgt mittels Wasser aus der Donau. Da die Aufnahmekapazität des Flusses bereits durch die Blöcke 1 bis 3 ausgereizt wurde, hätten Kühltürme gebaut werden müssen, um die Anlage dauerhaft im Volllastbetrieb nutzen zu können. Daher wurde beschlossen die Grundlastversorgung nicht weiter von Öl- und Gaskraftwerken tragen zu lassen, sondern auf Braunkohle- und Kernkraftwerke zu übertragen, sodass Irsching auf Mittel- und Spitzenlastbetrieb umgestellt werden konnte.

#### Fernwärme
Bereits 1975 wurde die Wärmeabfuhr per Fernwärme erwogen, jedoch nicht weiter erörtert, da das Kraftwerk Ingolstadt diese effizienter bereitstellen konnte. 2005 wurde das Thema erneut erwogen, da bei industriellen Abnehmern in der Umgebung Wärmebedarf von etwa 150 MW im Temperaturbereich von 90 °C bestand. Deshalb wurde vorgeschlagen eine GuD-Anlage zu errichten und einen Energieverbund zu gründen. Eine Detailstudie bestätigte 2008 die Machbarkeit des Vorhabens.
2011 wurde ein erster Teil des Wärmeverbunds Ingolstadt in Betrieb genommen, jedoch noch ohne Anschluss an das Kraftwerk Irsching.